# Norwegischer Fußballpokal der Männer 1973
Der norwegische Fußballpokal 1973 (kurz auch NM-Cup 1973 genannt) war die 68. Austragung des Fußballpokalwettbewerbs der Männer. Pokalsieger wurde Strømsgodset IF. Das Team setzte sich im Finale gegen Rosenborg Trondheim mit 1:0 durch. Durch den Sieg qualifizierte sich Strømsgodset für den Europapokal der Pokalsieger 1974/75.

## 1. Runde
| Datum      |                    | Ergebnis  |                      |
| ---------- | ------------------ | --------- | -------------------- |
| 31.05.1973 | Arna TIL           | 1:4 n. V. | Brann Bergen         |
|            | Andenes IL         | 2:1       | Bardufoss OIF        |
|            | Øvrevoll BK        | 0:0 n. V. | SFK Lyn Oslo         |
|            | Asker SK           | 2:0       | Aurskog IL           |
|            | IL Bjarg           | 0:2       | Odda IL              |
|            | Brumunddal IL      | 3:1       | Nybergsund IL        |
|            | Bryne FK           | 0:0 n. V. | SK Ulf               |
|            | SK Falken          | 3:0       | Henning IL           |
|            | Fana IL            | 3:1       | Nordnes IL           |
|            | Flekkefjord FK     | 0:2       | Viking Stavanger     |
|            | Florvåg IF         | 4:4 n. V. | Ny-Krohnborg IL      |
|            | Folldal IF         | 1:1 n. V. | FK Kvik Trondheim    |
|            | Fram Larvik        | 1:2 n. V. | Moss FK              |
|            | Frigg Oslo FK      | 1:0 n. V. | Abildsø IL           |
|            | FK Gjøvik Lyn      | 4:0       | Faaberg IL           |
|            | Gossen IL          | 0:3       | Aalesunds FK         |
|            | Grue IL            | 1:0       | Askim FK             |
|            | Ham-Kam            | 1:0       | Hamar IL             |
|            | SK Hardy           | 1:3       | Os TF                |
|            | Harstad IL         | 5:1       | IL Stein             |
|            | Hasselvika IL      | 0:1       | Strinda IL           |
|            | SK Haugar          | 2:0       | SK Djerv 1919        |
|            | SK Herd            | 1:0       | Bergsøy IL           |
|            | Holmestrand IF     | 1:3       | SBK Drafn            |
|            | IL Hødd            | 0:1       | Åndalsnes IF         |
|            | Jevnaker IF        | 0:0 n. V. | Raufoss IL           |
|            | Kongsvinger IL     | 2:3       | Eidsvold Turn        |
|            | Kvik Halden FK     | 0:2 n. V. | Sarpsborg FK         |
|            | Kvinesdal IL       | 1:2       | FK Jerv              |
|            | Lillestrøm SK      | 8:0       | Raumnes & Årnes IL   |
|            | Lisleby FK         | 4:4 n. V. | Selbak TIF           |
|            | IF Liv             | 0:5       | Strømsgodset IF      |
|            | Løkken IF          | 0:1       | Sunndal IL           |
|            | Molde FK           | 4:0       | Velledalen/Ringen FL |
|            | Nidelv IL          | 1:2       | Sverresborg IF       |
|            | IL Nordlandet      | 1:0       | Clausenengen FK      |
|            | IL Norild          | 2:0       | Kirkenes IF          |
|            | Reinsvoll IF       | 1:0       | Redalen IL           |
|            | Sagene IF          | 1:6       | Vålerenga Oslo       |
|            | Sandar IL          | 1:6       | Mjøndalen IF         |
|            | Skarbøvik IF       | 2:1       | Ørsta IL             |
|            | Skeid Oslo         | 8:1       | Manglerud Star       |
|            | Slemmestad IF      | 3:1       | SBK Skiold           |
|            | SK Snøgg           | 0:4       | Åssiden IF           |
|            | Sogndal IL         | 0:2       | IL Varegg            |
|            | SK Sprint-Jeløy    | 0:4       | Østsiden IL          |
|            | Start Kristiansand | 2:1       | Brevik IL            |
|            | Stavanger IF       | 2:5       | SK Vard Haugesund    |
|            | Steinkjer FK       | 2:1       | Verdal IL            |
|            | IL Stjørdals-Blink | 1:0       | SK Nessegutten       |
|            | Stord IL           | 2:1       | SK Baune             |
|            | Storms BK          | 2:1       | IF Pors              |
|            | IL Stålkameratene  | 3:1       | SFK Bodø-Glimt       |
|            | FK Sykkylven       | 0:2       | Langevåg IL          |
|            | Søndre Høland IUL  | 0:3       | Fredrikstad FK       |
|            | Tornado FK         | 5:1       | Dale IL Fjaler       |
|            | Ullensaker/Kisa IL | 1:0       | Greåker IF           |
|            | Urædd FK           | 0:3       | Larvik Turn          |
|            | FK Vidar           | 2:1       | FK Mandalskameratene |
|            | Vigrestad IK       | 3:1       | Buøy IL              |
|            | Vindbjart FK       | 1:0       | Sandefjord BK        |
|            | FK Ørn             | 0:2       | Stabæk IF            |
| 03.06.1973 | Neset FK           | 1:4       | Rosenborg Trondheim  |
| 05.06.1973 | Odds BK            | 2:0       | Eik IF               |

### Wiederholungsspiele
| Datum      |                   | Ergebnis  |             |
| ---------- | ----------------- | --------- | ----------- |
| 07.06.1973 | SFK Lyn Oslo      | 2:0       | Øvrevoll BK |
|            | FK Kvik Trondheim | 2:1       | Folldal IF  |
|            | Ny-Krohnborg IL   | 1:4       | Florvåg IF  |
|            | Raufoss IL        | 2:1       | Jevnaker IF |
|            | Selbak TIF        | 1:1 n. V. | Lisleby FK  |
|            | SK Ulf            | 1:2       | Bryne FK    |
| 14.06.1973 | Lisleby FK        | 2:0       | Selbak TIF  |

## 2. Runde
| Datum      |                     | Ergebnis  |                    |
| ---------- | ------------------- | --------- | ------------------ |
| 14.06.1973 | Brann Bergen        | 1:0       | Stord IL           |
|            | Bryne FK            | 0:2       | SK Haugar          |
|            | SBK Drafn           | 0:2       | Strømsgodset IF    |
|            | Eidsvold Turn       | 2:0       | Reinsvoll IF       |
|            | Fredrikstad FK      | 1:0       | Brumunddal IL      |
|            | Harstad IL          | 1:0       | IL Norild          |
|            | FK Jerv             | 0:5       | Frigg Oslo FK      |
|            | Larvik Turn         | 4:0       | Storms BK          |
|            | Mjøndalen IF        | 1:0       | Slemmestad IF      |
|            | Moss FK             | 0:1       | Grue IL            |
|            | IL Nordlandet       | 0:2       | Molde FK           |
|            | Odds BK             | 1:0       | Vindbjart FK       |
|            | Odda IL             | 1:2 n. V. | Fana IL            |
|            | Raufoss IL          | 4:0       | FK Gjøvik Lyn      |
|            | Rosenborg Trondheim | 4:0       | Andenes IL         |
|            | Sarpsborg FK        | 6:2       | Asker SK           |
|            | Stabæk IF           | 2:3       | Lillestrøm SK      |
|            | IL Stjørdals-Blink  | 1:0       | FK Kvik Trondheim  |
|            | Start Kristiansand  | 2:0       | FK Vidar           |
|            | Strinda IL          | 2:2 n. V. | Sverresborg IF     |
|            | IL Stålkameratene   | 2:0       | Steinkjer FK       |
|            | Sunndal IL          | 0:0 n. V. | SK Falken          |
|            | Tornado FK          | 6:0       | SK Herd            |
|            | SK Vard Haugesund   | 0:1 n. V. | Os TF              |
|            | IL Varegg           | 2:1       | Florvåg IF         |
|            | Viking Stavanger    | 4:0       | Vigrestad IK       |
|            | Vålerenga Oslo      | 1:0       | Ullensaker/Kisa IL |
|            | Østsiden IL         | 0:2       | Ham-Kam            |
|            | Aalesunds FK        | 0:0 n. V. | Langevåg IL        |
|            | Åndalsnes IF        | 1:0       | Skarbøvik IF       |
|            | Åssiden IF          | 0:4       | Skeid Oslo         |
| 20.06.1973 | SFK Lyn Oslo        | 1:2 n. V. | Lisleby FK         |

### Wiederholungsspiele
| Datum      |                | Ergebnis  |              |
| ---------- | -------------- | --------- | ------------ |
| 20.06.1973 | SK Falken      | 1:3       | Sunndal IL   |
|            | Langevåg IL    | 3:0 n. V. | Aalesunds FK |
|            | Sverresborg IF | 0:5       | Strinda IL   |

## 3. Runde
| Datum      |                     | Ergebnis  |                    |
| ---------- | ------------------- | --------- | ------------------ |
| 27.06.1973 | Molde FK            | 2:0       | Sunndal IL         |
|            | Raufoss IL          | 4:2       | Strinda IL         |
|            | IL Stjørdals-Blink  | 0:1       | IL Stålkameratene  |
| 28.06.1973 | Grue IL             | 3:3 n. V. | Fredrikstad FK     |
|            | Ham-Kam             | 2:1       | Åndalsnes IF       |
|            | Strømsgodset IF     | 1:0       | IL Varegg          |
|            | SK Haugar           | 1:6       | Viking Stavanger   |
|            | Fana IL             | 0:7       | Brann Bergen       |
|            | Rosenborg Trondheim | 3:1       | Harstad IL         |
|            | Larvik Turn         | 1:0       | Start Kristiansand |
| 29.06.1973 | Lisleby FK          | 1:2       | Eidsvold Turn      |
|            | Frigg Oslo FK       | 3:0       | Sarpsborg FK       |
| 01.07.1973 | Skeid Oslo          | 3:0       | Odds BK            |
|            | Lillestrøm SK       | 5:3       | Mjøndalen IF       |
|            | Os TF               | 2:1       | Vålerenga Oslo     |
| 04.07.1973 | Langevåg IL         | 2:1       | Tornado FK         |

### Wiederholungsspiel
| Datum      |                | Ergebnis  |         |
| ---------- | -------------- | --------- | ------- |
| 04.07.1973 | Fredrikstad FK | 4:1 n. V. | Grue IL |

## 4. Runde
| Datum      |                   | Ergebnis |                     |
| ---------- | ----------------- | -------- | ------------------- |
| 19.08.1973 | Skeid Oslo        | 0:5      | Lillestrøm SK       |
|            | IL Stålkameratene | 1:2      | Strømsgodset IF     |
|            | Viking Stavanger  | 3:2      | Os TF               |
|            | Molde FK          | 1:0      | Raufoss IL          |
|            | Brann Bergen      | 4:0      | Frigg Oslo FK       |
|            | Eidsvold Turn     | 1:4      | Rosenborg Trondheim |
|            | Ham-Kam           | 1:0      | Langevåg IL         |
|            | Fredrikstad FK    | 3:1      | Larvik Turn         |

## Viertelfinale
| Datum      |                     | Ergebnis |               |
| ---------- | ------------------- | -------- | ------------- |
| 02.09.1973 | Rosenborg Trondheim | 3:0      | Molde FK      |
|            | Fredrikstad FK      | 0:1      | Ham-Kam       |
|            | Strømsgodset IF     | 1:0      | Lillestrøm SK |
|            | Viking Stavanger    | 1:0      | Brann Bergen  |

## Halbfinale
| Datum      |                 | Ergebnis |                     |
| ---------- | --------------- | -------- | ------------------- |
| 26.09.1973 | Strømsgodset IF | 1:0      | Viking Stavanger    |
|            | Ham-Kam         | 0:2      | Rosenborg Trondheim |

## Finale
| Strømsgodset IF                             | Strømsgodset IF | Rosenborg Trondheim | Rosenborg Trondheim |
| ------------------------------------------- | --- | --- | ------------------- |
| Strømsgodset IF                             | \| Finale \| \| 21. Oktober 1973 in Oslo (Ullevaal-Stadion) \| \| Ergebnis: 1:0 (0:0) \| \| Zuschauer: 23.209 \| \| Schiedsrichter: Svein-Inge Thime \| \| Spielbericht \| | \| Finale \| \| 21. Oktober 1973 in Oslo (Ullevaal-Stadion) \| \| Ergebnis: 1:0 (0:0) \| \| Zuschauer: 23.209 \| \| Schiedsrichter: Svein-Inge Thime \| \| Spielbericht \|                                                             | Rosenborg Trondheim |
| Strømsgodset IF                             | Inge Thun – Per Rune Wøllner, Johnny Vidar Pedersen, Tor Alsaker-Nøstdahl, Svein Dahl Andersen – Odd Arild Amundsen, Finn Aksel Olsen (?. Helge Karlsen) – Bjørn Odmar Andersen, Thorodd Presberg, Steinar Pettersen, Ingar Pettersen (?. Bjørn Halvorsen) Cheftrainer: Erik Jørgen Eriksen | Geir Karlsen – Erling Meirik, Kåre Rønnes, Bjørn Rime – Knut Jenssen, Jan Christiansen, Anders Farstad, Erling Næss – Harald Sunde (77. Bjørn Wirkola), Kjell Myrenget (86. Odd Iversen), Eivind Garberg Cheftrainer: Tor Røste Fossen | Rosenborg Trondheim |
| Strømsgodset IF                             | 1:0 Steinar Pettersen (78., Elfmeter) | | Rosenborg Trondheim |
| Finale                                      | | |                     |
| 21. Oktober 1973 in Oslo (Ullevaal-Stadion) | | |                     |
| Ergebnis: 1:0 (0:0)                         | | |                     |
| Zuschauer: 23.209                           | | |                     |
| Schiedsrichter: Svein-Inge Thime            | | |                     |
| Spielbericht                                | | |                     |